# サラリーマントレーダーあらし
『サラリーマントレーダーあらし』は、すがやみつるによる日本の漫画作品。『ゲームセンターあらし』の続編。松井証券が取材協力している。
『コミック・ガンボ』で2007年31号より隔週連載されていた。また、同誌の公式サイトでウェブコミックとしても配信されていた。
掲載誌の休刊により未完だったが、2008年4月15日より翔泳社のwebマガジン・MONEYzineで、『コミック・ガンボ』に連載された9話分と、未掲載となった「幻の第10話」が掲載されている。

## 内容
前作から20年後を舞台に、新婚でサラリーマンとなったあらしが、株取引で失敗と成功を繰り返していく姿を通じて株を学んでゆくレクチャー漫画である。あらしは、株取引でも往年の“必殺技”を披露する。 

## 登場人物
石野あらし
かつて天才ゲーマーとして数々の伝説を残した男。現在は会社員となり、服装は背広になったものの、大きく跳ねた髪型に出っ歯、頭にインベーダーキャップ、という特徴的なルックスは変わらず。結婚して子供の出産も控えている。養育資金が必要になったため、株取引に挑戦することに。
大文字さとる
あらしの元ライバルで、旧友。大富豪の生まれだったため、小学生の頃から株取引をしている。株取引初心者のあらしのアドバイス役となる。
月影一平太
同じくあらしの元ライバルかつ旧友。外資系の証券会社で花形トレーダーとして活躍している。合コンで知り合って一目惚れした女性があらしと結婚したことを恨みに思い、株取引であらしに大損させようとたくらむ。